# ألبرت زافي
ألبرت زافي (بالإنجليزية: Albert Zafy)‏ (1 مايو 1927 – 13 أكتوبر 2017) هو سياسي من مدغشقر. شغل منصب رئيس مدغشقر منذ 27 مارس 1993 وحتى 5 سبتمبر 1996.

## التعليم
تعلم في جامعة مونبلييه.

## روابط خارجية
- ألبرت زافي على موقع الموسوعة البريطانية (الإنجليزية)
- ألبرت زافي على موقع مونزينجر (الألمانية)